# بلیژانکا
بلیژانکا (به لهستانی:  Blizianka) یک روستا در لهستان است که در گمینا نگبلتس واقع شده‌است. بلیژانکا ۱۸۰ نفر جمعیت دارد.